# Wallstraße (Riga)

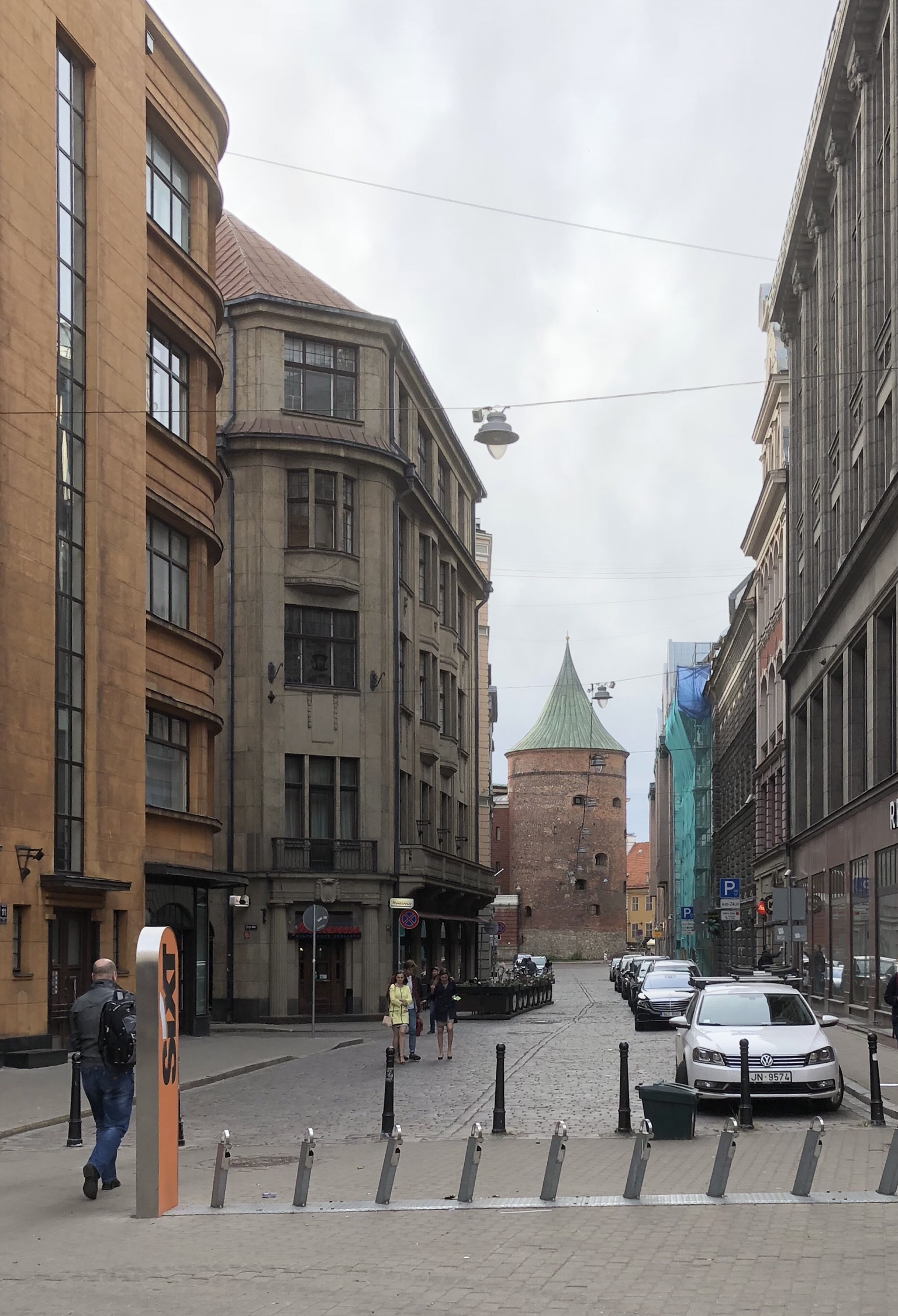
Wallstraße, Blick von der Kalkstraße in den nördlichen Abschnitt Richtung Pulverturm

Die Wallstraße (lettisch Vaļņu iela) ist eine Straße in der lettischen Hauptstadt Riga.
Sie liegt in der Rigaer Altstadt und führt von der Straße des 13. Januar (lettisch 13. janvāra iela) im Süden der Altstadt in nördliche bzw. nordwestliche Richtung, quert die Weberstraße (Audēju iela), die Kalkstraße (Kaļķu iela) und mündet nach etwa 650 Metern schließlich am Pulverturm der Rigaer Stadtbefestigung in die Sandstraße (Smilšu iela).
Die Straße verläuft entlang des ehemaligen Verlaufs der östlichen Wallanlagen Rigas. Ende des 18. Jahrhunderts lautete der Name Kasernenstraße (Kazarmu ielu) nach mehreren Kasernen, die sich dort befanden. Seit dem frühen 19. Jahrhundert wird die heutige Bezeichnung verwendet.
Das Bankgebäude Wallstraße 11 ist im Lettischen Denkmalverzeichnis eingetragen. Am Gebäude Wallstraße 3 befindet sich eine Gedenktafel für den Architekten Herbert Tiemer.